# ولادیمیر برابتس
ولادیمیر برابِتس (انگلیسی: Vladimír Brabec; ۱۵ مهٔ ۱۹۳۴ – ۱ سپتامبر ۲۰۱۷) بازیگر اهل کشور جمهوری چک بود.
از فیلم‌ها یا برنامه‌های تلویزیونی که وی در آن نقش داشته‌است می‌توان به خیابان اشاره کرد.